# Sunny Side Up (Lou Donaldson)
Sunny Side Up è un album di Lou Donaldson, pubblicato dalla Blue Note Records nel 1960.Il disco fu registrato negli studi di Rudy Van Gelder Studio di Englewood Cliffs, New Jersey (Stati Uniti).

## Tracce
Lato A
1. Blues for J.P. – 5:40 (Horace Parlan) – Registrato il 28 febbraio del 1960
2. The Man I Love – 5:16 (George Gershwin, Ira Gershwin) – Registrato il 28 febbraio del 1960
3. Politely – 5:53 (Bill Hardman) – Registrato il 5 febbraio del 1960
4. It's You or No One – 3:58 (Sammy Cahn, Jule Styne) – Registrato il 28 febbraio del 1960

Lato B
1. The Truth – 5:22 (Lou Donaldson) – Registrato il 28 febbraio del 1960
2. Goose Grease – 6:10 (Lou Donaldson) – Registrato il 5 febbraio del 1960
3. Softly As in a Morning Sunrise – 6:34 (Oscar Hammerstein II, Sigmund Romberg) – Registrato il 5 febbraio del 1960

Edizione CD del 1995, pubblicato dalla Blue Note Records CDP 7243 8 32095 2 1
1. Blues for J.P. – 5:40 (Horace Parlan)
2. The Man I Love – 5:16 (George Gershwin, Ira Gershwin)
3. Politely – 5:53 (Bill Hardman)
4. It's You or no One – 3:58 (Sammy Cahn, Jule Styne)
5. The Truth – 5:22 (Lou Donaldson)
6. Goose Grease – 6:10 (Lou Donaldson)
7. Softly As in a Morning Sunrise – 6:34 (Oscar Hammerstein II, Sigmund Romberg)
8. Way Down Upon the Swanee River – 5:58 (Stephen Foster) – Bonus track, registrato il 5 febbraio 1960

## Musicisti
- Lou Donaldson - sassofono alto
- Horace Parlan - pianoforte
- Bill Hardman - tromba (tranne che nel brano A1)
- Laymon Jackson - contrabbasso (brani A1, A2, A4 & B1)
- Al Harewood - batteria
- Sam Jones - contrabbasso (brani A3, B2 & B3)